# Webams
Webams gehört zur Siedlungsgruppe Holzstetten und ist ein Ortsteil der oberschwäbischen Gemeinde Eggenthal im Landkreis Ostallgäu in Bayern.

## Lage
Der Weiler liegt westlich von Eggenthal.

## Geschichte
Webams dürfte auf 1498 erstmals genannte Familien mit Namen „Weber“ zurückgehen, die vermutlich identisch mit schon 1472 genannten Familien dieses Namens sind, die in der abgegangenen Siedlung Singrienen bei Röhrwang im Zuge beurkundete Weiderechts-Streitigkeiten genannt sind. Der Ortsname Webams erscheint erstmals 1718.
Der Weiler gehörte zur Ronsberger Herrschaft von Stein. Nach deren Teilung gelangten er mit den umliegenden Orten 1749 an das Kloster Kempten unter Fürstabt Engelbert von Syrgenstein.
Bis zum 1. Mai 1978 gehörte Webams zur bis dahin selbstständigen Gemeinde Bayersried im ehemaligen Landkreis Marktoberdorf. Bayersried wurde dann im Zuge der Gebietsreform nach Eggenthal eingemeindet.
Kirchlich gehörte der Ort bis 1495 zur Pfarrei Baisweil. Seit 1495 gehört er zur Eggenthaler Pfarrei St. Afra.